# (73892) 1997 ER25
1997 إي أر 25 (ويعرف أيضًا باسم (73892) 1997 إي أر 25 وفق تسمية الكوكب الصغير) (بالإنجليزية: 1997 ER25)‏ هو كويكب ضمن حزام الكويكبات؛ وترتيبه 73892 من حيث الاكتشاف.
اكتُشف هذا الجُرم الفلكي بواسطة تاكيشي أوراتا ‏ في 5 مارس 1997.

## وصلات خارجية
- (73892) 1997 ER25 في قاعدة بيانات مختبر الدفع النفاث لأجرام النظام الشمسي الصغيرة

- الاكتشاف · مخطط المدار ·  العناصر المدارية · المعلمات المادية

- (73892) 1997 ER25 على موقع ويكي سكاي: DSS2, SDSS, GALEX, IRAS, Hydrogen α, X-Ray, Astrophoto, Sky Map, Articles and images